# الشهابية (أيديولوجية)
الشهابية هي أيديولوجية سياسية في لبنان تتبع مبادئ الرئيس السابق والقائد في الجيش والقومية العربية فؤاد شهاب. وقد أثّرت هذه الأيديولوجية لاحقاً على رئاسة شارل حلو وإلياس سركيس. يعتبر الكاتب مروان حرب من أبرز من كتب عن الشهابية وحللها كمشروع سياسي تحديثي.

## التطوير

### 1958-1963
كانت رئاسة فؤاد شهاب بمثابة توازن دقيق للحفاظ على الانسجام النسبي بين السكان المسيحيين والمسلمين في البلاد. لقد سلك طريق ومبادئ الحوار والاعتدال المصحوب بالإصلاحات العامة، وهو ما أصبح يعرف بالشهابية. يعود الفضل لشهاب في عدد من خطط الإصلاح واللوائح لإنشاء إدارة حديثة وخدمات عامة فعالة خاصة بعد أزمة لبنان عام 1958. وقد أدى ذلك في نهاية المطاف إلى دخوله في صراع مع السياسيين الإقطاعيين والطائفيين والعشائريين التقليديين، الذين رأوا أن قبضتهم على السلطة تتضاءل.
التحالف بين شهاب ورئيس الوزراء اللبناني رشيد كرامي، وهو قومي عربي قوي، سرعان ما ترك كرامي في سيطرة فعلية على الحكومة اللبنانية. القضية الأكثر إلحاحاً التي كانت سبباً للمشاكل الأولى للحلو هي التحويل الإسرائيلي لنهر الأردن.

### 1964-1970
انتخب شارل حلو رئيساً لمجلس الأمة خلفاً لفؤاد شهاب عام 1964.
أدت حرب الأيام الستة عام 1967 إلى توتر العلاقات الطائفية في لبنان. أراد العديد من المسلمين أن ينضم لبنان إلى المجهود الحربي العربي، بينما رغب العديد من المسيحيين في تجنب المشاركة.

## السقوط
كان من المتوقع على نطاق واسع أن يخوض شهاب الانتخابات الرئاسية عام 1970، لكنه أعلن أن خبرته في منصبه أقنعته بأن شعب لبنان ليس مستعداً لتنحية السياسات التقليدية أو الإقطاعية جانباً أو دعمه في بناء دولة حديثة. واختار بدلاً من ذلك تأييد تلميذه إلياس سركيس. في أقرب انتخابات رئاسية وربما الأكثر إثارة للجدل في تاريخ لبنان، انتخب مجلس الأمة فرنجية لرئاسة الجمهورية في 23 سبتمبر 1970. ويدين بفوزه المفاجئ على الياس سركيس، المرشح الرسمي للنظام الشهابي، إلى تغيير رأي كمال جنبلاط في اللحظة الأخيرة، الذي حول أنصاره في البرلمان أصواتهم إلى فرنجية.